# Sebastian Kóša
Sebastian Kóša (Nové Zámky, 13 de septiembre de 2003) es un futbolista eslovaco que juega en la demarcación de defensa para el Real Zaragoza de la Segunda División de España.

## Trayectoria
Debutó en la Superliga de Eslovaquia el 13 de junio de 2020 con el FC Nitra, y ese mismo verano fichó por el Spartak Trnava, con el que disputó un total de 134 partidos entre Liga, Copa y competiciones europeas, entre 2020 y 2024, marcando seis goles.
El 25 de agosto de 2024, se hizo oficial su traspaso al Real Zaragoza hasta el año 2028.

## Selección nacional
Tras jugar con las categorías inferiores de la selección, finalmente el 23 de marzo de 2024 hizo su debut con la selección de Eslovaquia en un partido amistoso contra Austria que finalizó con un resultado de 0-2 a favor del combinado austriaco tras los goles de Christoph Baumgartner y Andreas Weimann. Fue convocado por Francesco Calzona para disputar la Eurocopa 2024.

### Participaciones en Eurocopas
| Copa          | Sede     | Resultado        | Partidos | Goles |
| ------------- | -------- | ---------------- | -------- | ----- |
| Eurocopa 2024 | Alemania | Octavos de final | 0        | 0     |

## Clubes
| Club              | País       | Año       | Partidos | Goles |
| ----------------- | ---------- | --------- | -------- | ----- |
| FC Nitra          | Eslovaquia | 2020      | 5        | 1     |
| FC Spartak Trnava | Eslovaquia | 2020-2024 | 134      | 6     |
| Real Zaragoza     | España     | 2024-     | 5        | 0     |

## Palmarés

### Títulos nacionales
| Título             | Club                 | País       | Año  |
| ------------------ | -------------------- | ---------- | ---- |
| Copa de Eslovaquia | F. C. Spartak Trnava | Eslovaquia | 2022 |
| Copa de Eslovaquia | F. C. Spartak Trnava | Eslovaquia | 2023 |